# Salice Terme
Salice Terme è la frazione principale del comune di Godiasco Salice Terme.

## Geografia fisica
Salice si trova tra Godiasco, capoluogo del comune di Godiasco Salice Terme, e Rivanazzano Terme, nell'Oltrepò Pavese, a 173 m, non lontano dal confine con il Piemonte.
Posto nella media valle Staffora sulla sponda sinistra dell'omonimo torrente che assicura un microclima secco e temperato con una moderata ventilazione.
Sulla riva sinistra del corso d'acqua si estende il parco secolare delle Terme di Salice, dove si trovano tigli, platani, aceri, querce (tra le quali si ricorda la secolare Quercia di Ada Negri, intitolata alla poetessa che riposava all'ombra dei suoi rami), olmi, pini, sequoie ed abeti.
Località a ridosso dell'Appennino, Salice Terme si è imposta nel tempo grazie agli stabilimenti termali che sfruttano le potenzialità delle acque sulfuree, salsobromojodiche e solforose presenti in abbondante misura nel sottosuolo per aerosolterapia e fangoterapia.

## Storia

### Epoca romana
Inizialmente, la località termale veniva indicata con il nome di "locum salis", ad indicare la presenza di una fonte da cui sgorga acqua termale salsobromoiodica, che è tuttora viva e attiva, e che originava delle efflorescenze saline rossastre sul terreno.

### Epoca medioevale
Documenti meno antichi riportano, come primo nome della località, quello di Sarzi. Sarzi, nel Medioevo, contava solo diciotto famiglie residenti. Solo più tardi, al luogo venne attribuito il nome di Sales, con la riscoperta dell'omonima fonte di acqua solforosa di origini romane: di qui l'attuale toponimo di Salice.
Le prime notizie del centro termale risalgono alla bolla papale di Adriano IV (1153), nella quale venne confermata all'abbazia di San Marziano di Tortona la chiesa di S. Bartolomeo con i suoi beni, il castello di Monte Alfeo con la chiesa di S. Maria e la piccola chiesa di Sarzi, risalente all'anno Mille e intitolata alla natività di Maria Vergine. Federico Barbarossa nel 1164 infeudò Monte Alfeo ai Marchesi Malaspina e con esso il suo castello.

### Lo sviluppo termale
Nel secolo XIX grazie all'opera del dottore pavese Ernesto Brugnatelli le due più antiche fonti termali, quella salsobromojodica e quella sulfurea, vennero riportate in auge: un altro medico, il milanese Ernesto Stoppani, si adoperò per la costruzione del primo stabilimento per le cure e per l'erezione della prima ala del Grand Hotel, trasformando le terme in un fattore di crescita per l'economia locale.
Lo stesso dottore diventò il principale azionista della società, la quale ben presto fu tuttavia messa all'asta. Poiché le aste andarono completamente deserte, Stoppani ne approfittò per liquidare i soci, diventando di diritto unico proprietario dei pozzi, delle concessioni minerarie, delle attrezzature di cura e di altri luoghi di Salice, tra cui i 20 ettari di superficie di quello che sarebbe diventato un parco.
A lui il merito anche della realizzazione della seconda ala del Grand Hotel, del Teatro delle Terme, del Caffè delle Terme e di un impianto di canalizzazione delle acque, opere che rafforzarono il ruolo della cittadina come centro termale: tutto ciò portò alla costituzione della “Società Anonima delle Terme di Salice”, ufficialmente costituita nel dicembre del 1901. Notevole importanza venne data alla parte sanitaria, tanto da nominare immediatamente Direttore Sanitario il dottor Eugenio Diviani, che per oltre trentenni legherà il suo nome a Salice e sarà promotore dello sviluppo di questa stazione termale.
Tra le prime iniziative della neo costituita società ci fu la volontà di arricchire il patrimonio idrominerale, aggiungendo nuovi pozzi. Nel giro di una decina d'anni, gli stabilimenti termali di Voghera e Rivanazzano scomparvero soppiantati dal nuovo e meglio organizzato centro, che dalla sua aveva anche un clima ed un ambiente più consono ad un soggiorno di cura. Inoltre a Salice mancavano strutture ricettive in grado ospitare i clienti; così dal 1902 partì la costruzione di uno stabilimento in grado di soddisfare il preventivato aumento delle richieste di cura. La nuova costruzione, di stile pompeiano, aveva un piano rialzato comprendente due reparti, per dividere gli uomini e le donne per i bagni salsobromojodici, mentre in quello inferiore i reparti per le fangature ed i bagni solforosi. Il completamento dei reparti di cura si ebbe nel 1913: da allora Salice iniziò una continua ascesa verso una posizione di prestigio che raggiunse negli anni '30, complice il nuovo stabilimento e le qualità terapeutiche delle acque utilizzate.
La località, che ancora a inizio Novecento contava 22 famiglie e 400 abitanti allo scoppio della prima guerra mondiale, si espanse progressivamente fino ai 2 000 abitanti attuali.

## Monumenti e luoghi d'interesse
Le Terme di Salice hanno festeggiato nel 2002 un secolo di attività. Il patrimonio idrominerale di questo centro consta di due tipi di acque termali, le acque sulfuree e quelle salsobromoiodiche. Le acque sulfuree presentano una concentrazione di idrogeno solforato tale da assicurare efficacia terapeutica, soprattutto per le patologie respiratorie e dermatologiche. Le acque salsobromojodiche invece si collocano tra quelle naturalmente efficaci e sono particolarmente indicate per le patologie artroreumatiche.

## Geografia antropica
L'uniformità urbanistica dell'abitato ricopre, in realtà, una diversa distribuzione amministrativa che assegna Salice al comune di Godiasco Salice Terme, in qualità di frazione, mentre per Rivanazzano trattasi di ordinaria espansione edilizia nel territorio comunale, sulla scia della crescente affermazione della località turistica.

## Economia
Salice Terme, in virtù della posizione geografica strategica, non è più ormai solo una stazione termale ma anche una meta turistica e ricreativa usuale. 
Salice Terme è anche un rinomato luogo di divertimento della provincia di Pavia, con svariate discoteche, pub e locali.

## Infrastrutture e trasporti
La stazione di Salice Terme sorgeva lungo la ferrovia Voghera-Varzi, attiva fra il 1931 e il 1966.
A Salice Terme faceva altresì capolinea, tra il 1909 e il 1929, la tranvia Voghera-Rivanazzano-Salice Terme.

## Sport
La cittadina ha una squadra di calcio, il SaliceValleStaffora, che gioca le proprie partite nell'impianto E. De Martino. Negli ultimi anni è stato realizzato un campo da golf a 9 buche che ha attirato ulteriori visitatori (il campo si trova nella parte settentrionale di Salice Terme, zona che appartiene al comune di Rivanazzano Terme).
Per alcuni anni fino alla stagione 2005-2006, la località è stata sede del ritiro estivo della Juventus.